# 베이 시티 롤러스
베이 시티 롤러스(Bay City Rollers)는 스코틀랜드의 4인조 음악 그룹이다. 본래에는 5인조 음악 그룹으로 구성되어 있으나, I Only Want To Be With You라는 노래를 더스티 스프링필드가 불렀던 것을 댄스 형식으로 리메이크하였다가 훗날 해당 노래가 서맨사 폭스가 또 리메이크하는 노래로 히트를 치기도 하였다. 약력을 보면 1977년에는 팻 맥글린을 영입하였고 이듬 해인 1978년에는 이안 미첼이 다시 영입하였지만 같은 해에 잠시 해체되었다가 4년의 휴식 끝에 1982년 다시 결성되었던 것으로 보인다. 해체 이력을 봐도 4회에 걸친 불운이 온 것으로 보인다. 약칭으로는 BCR이다.